# Drago Ikić
Drago  Ikić, hrvaški bakteriolog, imunolog, vakcinolog, pedagog in akademik, * 2. julij 1917, † 19. november 2014.
Ikić je predavatelj na Medicinski in Naravoslovno-matematični fakulteti v Zagrebu; je član Hrvaške akademije znanosti in umetnosti, bivše Jugoslovanske akademije znanosti in umetnosti in Akademije medicinskih znanosti ZSSR.